# سیارک ۱۰۰۴۱۷
سیارک ۱۰۰۴۱۷ (به انگلیسی: 100417 Philipglass، نامگذاری:1996EC) صد هزار و چهارصد و هفدهمین سیارک کشف شده‌است که در ۷ مارس ۱۹۹۶ کشف شد.